# Großer Heuberg und Donautal
Das FFH-Gebiet Großer Heuberg und Donautal liegt im Süden von Baden-Württemberg und ist Bestandteil des europäischen Schutzgebietsnetzes Natura 2000. Es wurde 2015 durch die Zusammenlegung von drei bereits bestehenden FFH-Gebieten durch das Regierungspräsidium Freiburg ausgewiesen.

## Lage
Das rund 8662 Hektar (ha) große Schutzgebiet Großer Heuberg und Donautal liegt in den Naturräumen Baar, Südwestliches Albvorland, Hegaualb, Hohe Schwabenalb und Baaralb und Oberes Donautal. Die drei Teilgebiete befinden sich in den Gemeinden Balgheim, Bärenthal, Böttingen, Bubsheim, Buchheim, Deilingen, Denkingen, Dürbheim, Egesheim, Fridingen an der Donau, Gosheim, Gunningen, Hausen ob Verena, Irndorf, Kolbingen, Königsheim, Mahlstetten, Mühlheim an der Donau, Neuhausen ob Eck, Reichenbach am Heuberg, Renquishausen, Rietheim-Weilheim, Seitingen-Oberflacht, Spaichingen, Tuttlingen, Wehingen und Wurmlingen im Landkreis Tuttlingen, Beuron im Landkreis Sigmaringen und Nusplingen und Ratshausen im Zollernalbkreis.

## Beschreibung
Der Landschaftscharakter des Schutzgebiets wird im Wesentlichen durch den Großen Heuberg mit seinen Mageren Berg- und Flachlandmähwiesen, Wacholderheiden  und Magerrasen sowie die steilen, felsigen Hänge des Albtraufs geprägt. Ein weiteres Landschaftsbestimmendes Element ist das Durchbruchstal der Oberen Donau. Im Westen gehört der Zeugenberg Hohenkarpfen sowie das Dürbheimer Moos zum FFH-Gebiet.

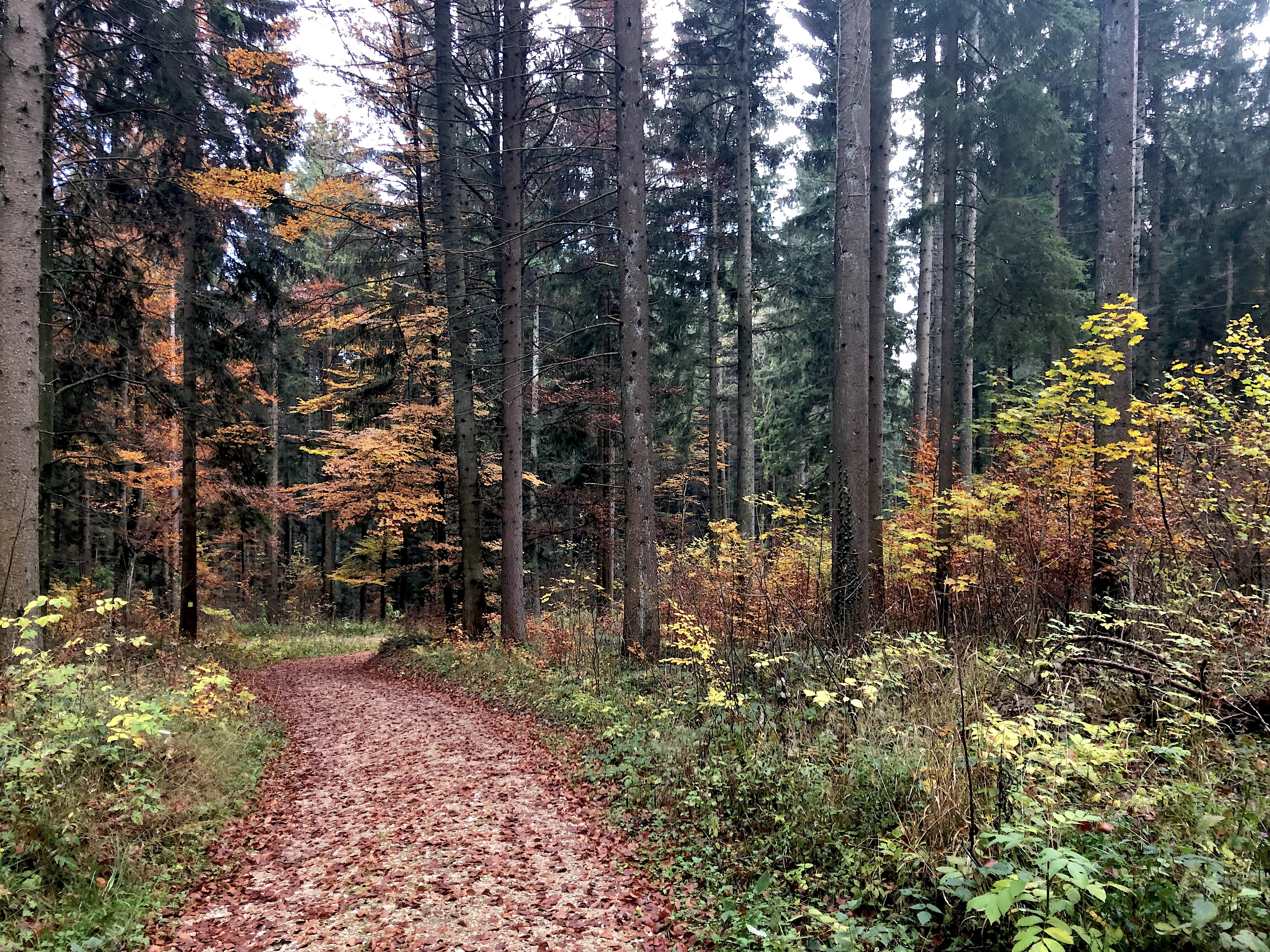
Weg im Schutzgebiet
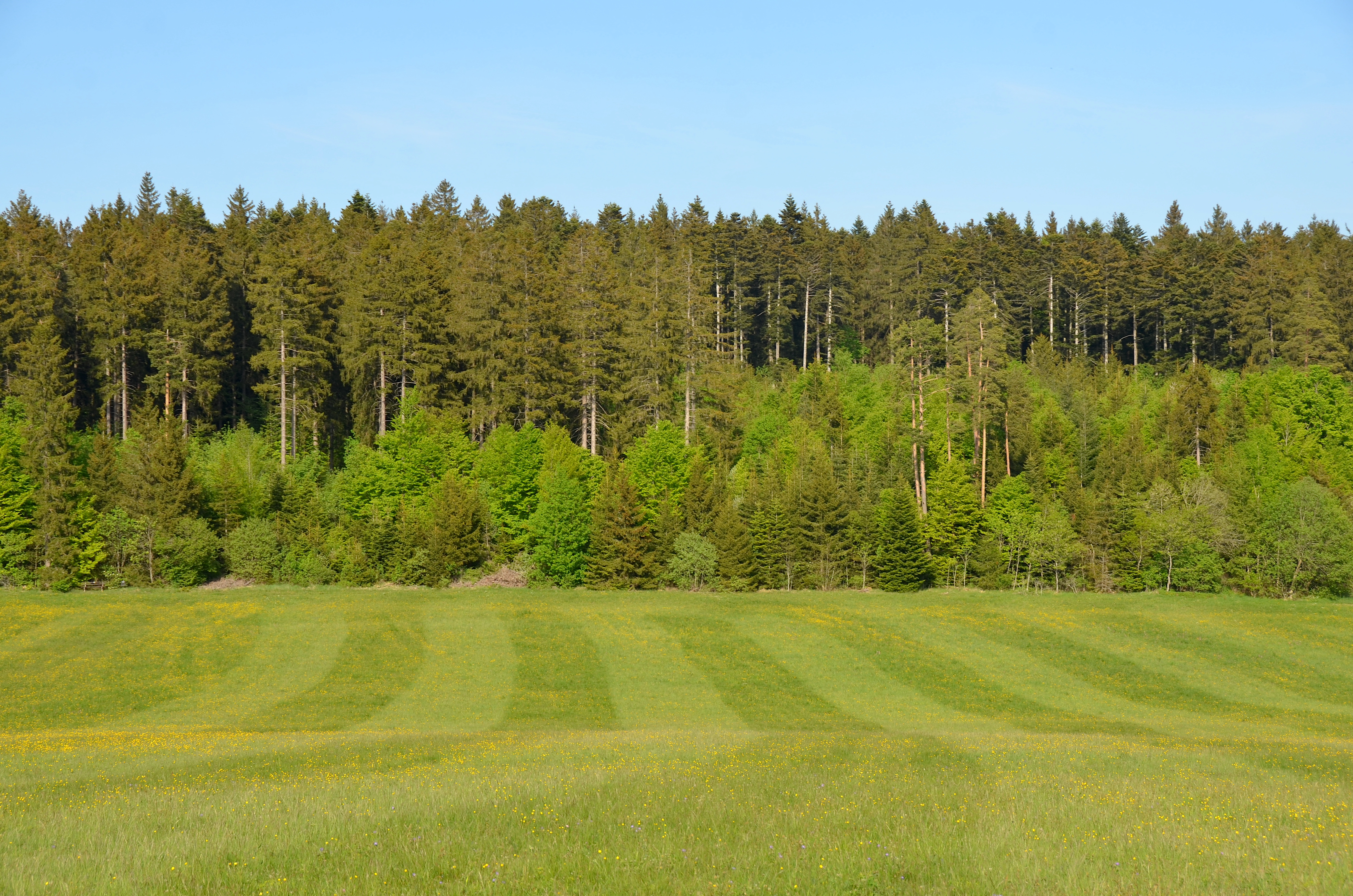
Mähwiesen und Sukzessionsflächen

## Geschichte
Das Schutzgebiet ist durch die Zusammenlegung der ursprünglichen FFH-Gebiete 7918-341 „Hohenkarpfen“, 7918-342 „Südwestlicher Großer Heuberg“ und 7919-341 „Donautal und Hochflächen von Tuttlingen bis Beuron“ entstanden. Diese bestanden bereits seit dem Jahr 2005.

## Schutzzweck

### Lebensraumtypen
Folgende Lebensraumtypen nach Anhang I der FFH-Richtlinie kommen im Gebiet vor:
| EU Code | * | Lebensraumtyp (offizielle Bezeichnung)                                                                                            | Kurzbezeichnung                              |
| ------- | - | --- | -------------------------------------------- |
| 3150    |   | Natürliche eutrophe Seen mit einer Vegetation des Magnopotamions oder Hydrocharitions                                             | Natürliche nährstoffreiche Seen              |
| 3260    |   | Flüsse der planaren bis montanen Stufe mit Vegetation des Ranunculion fluitantis und des Callitricho-Batrachion                   | Fließgewässer mit flutender Wasservegetation |
| 4030    |   | Trockene europäische Heiden | Trockene Heiden                              |
| 5130    |   | Formationen von Juniperus communis auf Kalkheiden und -rasen                                                                      | Wacholderheiden                              |
| 6110    | * | Lückige basophile oder Kalk-Pionierrasen (Alysso-Sedion albi)                                                                     | Kalk-Pionierrasen                            |
| 6210    | * | Naturnahe Kalktrockenrasen und deren Verbuschungsstadien (Festuco-Brometalia) (*besondere Bestände mit bemerkenswerten Orchideen) | Kalk-Magerrasen – orchideenreiche Bestände*  |
| 6230    | * | Artenreiche montane Borstgrasrasen (und submontan auf dem europäischen Festland) auf Silikatböden                                 | Artenreiche Borstgrasrasen                   |
| 6430    |   | Feuchte Hochstaudenfluren der planaren und montanen bis alpinen Stufe                                                             | Feuchte Hochstaudenfluren                    |
| 6510    |   | Magere Flachland-Mähwiesen (Alopecurus pratensis, Sanguisorba officinalis)                                                        | Magere Flachland-Mähwiesen                   |
| 6520    |   | Berg-Mähwiesen | Berg-Mähwiesen                               |
| 7140    |   | Übergangs- und Schwingrasenmoore                                                                                                  | Übergangs- und Schwingrasenmoore             |
| 7220    | * | Kalktuffquellen (Cratoneurion) | Kalktuffquellen                              |
| 8160    | * | Kalkhaltige Schutthalden der collinen bis montanen Stufe Mitteleuropas                                                            | Kalkschutthalden                             |
| 8210    |   | Kalkfelsen mit Felsspaltenvegetation                                                                                              | Kalkfelsen mit Felsspaltenvegetation         |
| 8310    |   | Nicht touristisch erschlossene Höhlen                                                                                             | Höhlen und Balmen                            |
| 9130    |   | Waldmeister-Buchenwald (Asperulo-Fagetum)                                                                                         | Waldmeister-Buchenwald                       |
| 9150    |   | Mitteleuropäischer Orchideen-Kalk-Buchenwald (Cephalanthero-Fagion)                                                               | Orchideen-Buchenwälder                       |
| 9170    |   | Labkraut-Eichen-Hainbuchenwald Galio-Carpinetum                                                                                   | Labkraut-Eichen-Hainbuchenwald               |
| 9180    | * | Schlucht- und Hangmischwälder (Tilio-Acerion)                                                                                     | Schlucht- und Hangmischwälder                |
| 91E0    | * | Auen-Wälder mit Alnus glutinosa und Fraxinus excelsior (Alno-Padion, Alnion incanae, Salicion albae)                              | Auenwälder mit Erle, Esche, Weide            |
| 91U0    |   | Kiefernwälder der sarmatischen Steppe                                                                                             | Steppen-Kiefernwälder                        |

### Arteninventar
Folgende Arten von gemeinschaftlichem Interesse kommen im Gebiet vor:
| Bild                   | EU Code | * | Art                    | wissenschaftlicher Name     | Artengruppe           |
| ---------------------- | ------- | - | ---------------------- | --------------------------- | --------------------- |
| Schmale Windelschnecke | 1014    |   | Schmale Windelschnecke | Vertigo angustior           | Schnecken             |
| Spanische Flagge       | 1078    | * | Spanische Flagge       | Callimorpha quadripunctaria | Schmetterlinge        |
| Alpenbock              | 1087    |   | Alpenbock              | Rosalia alpina              | Käfer                 |
| Bitterling             | 1134    |   | Bitterling             | Rhodeus sericeus            | Fische und Rundmäuler |
| Groppe                 | 1163    |   | Groppe                 | Cottus gobio                | Fische und Rundmäuler |
| Kammmolch              | 1166    |   | Kammmolch              | Triturus cristatus          | Amphibien             |
| Große Hufeisennase     | 1304    |   | Große Hufeisennase     | Rhinolophus ferrumequinum   | Säugetiere            |
| Bechsteinfledermaus    | 1323    |   | Bechsteinfledermaus    | Myotis bechsteinii          | Säugetiere            |
| Großes Mausohr         | 1324    |   | Großes Mausohr         | Myotis myotis               | Säugetiere            |
| Biber                  | 1337    |   | Biber                  | Castor fiber                | Säugetiere            |
| Grünes Besenmoos       | 1381    |   | Grünes Besenmoos       | Dicranum viride             | Moose                 |
| Grünes Koboldmoos      | 1386    |   | Grünes Koboldmoos      | Buxbaumia viridis           | Moose                 |
| Dicke Trespe           | 1882    |   | Dicke Trespe           | Bromus grossus              | Pflanzen              |
| Gelber Frauenschuh     | 1902    |   | Gelber Frauenschuh     | Cypripedium calceolus       | Pflanzen              |

### Zusammenhängende Schutzgebiete
Folgende Naturschutzgebiete sind Bestandteil des FFH-Gebiets:
- Hintelestal
- Irndorfer Hardt
- Dürbheimer Moos
- Hohenkarpfen
- Kraftstein
- Buchhalde-Oberes Donautal
- Simonstal
- Triebhalde
- Galgenberg
- Grasmutter
- Klippeneck
- Stettener Halde
- Alter Berg
- Hüttenberg (Naturschutzgebiet)
- Schloßhalde-Mannsteighalde
- Ortenberg
- Stiegelesfels-Oberes Donautal
- Galgenwiesen
- Trobenholz-Vogelbühl